# Manduca crocala
Manduca crocala is een vlinder uit de familie van de pijlstaarten (Sphingidae). De wetenschappelijke naam van de soort is voor het eerst geldig gepubliceerd in 1894 door Herbert Druce.